# Misagh-3
Die Misagh-3 ist ein iranisches Kurzstrecken-Boden-Luft-Lenkwaffensystem, das als Man Portable Air Defense System (MANPADS) zur Bekämpfung von Hubschraubern und Kampfflugzeugen in niedriger Flughöhe konzipiert ist.

## Technik
Das Misagh-3-System ist ein iranischer Nachbau des chinesischen QW-1M- bzw. QW-18-MANPADS, das wiederum ein Nachbau der russischen 9K310 Igla-1 ist. Am 7. Februar 2017 stellte das iranische Verteidigungsministerium die Flugabwehrwaffe erstmals der Öffentlichkeit vor. Sie stellt eine modernisierte Version der Misagh-2 dar, bei der das Startrohr nahezu identisch mit der Vorgängerversion ist, die Rakete allerdings modifiziert wurde. Der herausragendste Unterschied besteht in der Zielführung der Rakete, die beim Misagh-3-System mittels eines Laserstrahls erfolgt.